# Албаниз, Энтони
Э́нтони Но́рман А́лбаниз (англ. Anthony Norman Albanese, также известен как Э́лбаниз (произношение: /ˈælbəniːz/), Албани́зи (произношение: /ˌælbəˈniːzi/), в итальянской транскрипции Альбане́зе, род. 2 марта 1963, Сидней) — австралийский политический, государственный и партийный деятель, председатель Лейбористской партии (с 2019). Премьер-министр Австралии с 23 мая 2022 года.

## Биография
Энтони Албаниз — сын австралийки Мэриэнн Эллери (Maryanne Ellery) и итальянца Карло Альбанезе, стюарда на круизном судне Fairsky, принадлежавшем компании Sitmar Line. В марте 1962 года Мэриэнн во время четырёхнедельного плавания из Сиднея в Саутгемптон познакомилась с Альбанезе, их роман продолжался несколько месяцев, но брак не состоялся, поскольку Альбанезе был уже помолвлен. Вернувшись в октябре 1962 года домой, Мэриэнн была на четвёртом месяце беременности и рассказала родным свою версию событий: она якобы вышла замуж за Карло, но тот погиб в автомобильной аварии. Когда Энтони исполнилось 14 лет, мать открыла ему правду, но только после её смерти в 2002 году он занялся поисками отца, поскольку уже его собственный маленький сын Натан начал задавать вопросы о деде. С помощью знакомых Албаниз нашёл отца в городе Барлетта на юге Италии и впервые встретился с ним в 2009 году во время своей командировки (к тому времени он занимал должность австралийского министра инфраструктуры и транспорта).
Окончил Сиднейский университет, где изучал экономику. Два года работал в Commonwealth Bank of Australia, который в течение своей последующей политической карьеры не раз критиковал за закрытие отделений и прочие ущемления интересов наёмного персонала.

### Политическая карьера
В 1996 году впервые избран в Палату представителей в избирательном округе Грейндлер (Новый Южный Уэльс), созданном в 1949 году и названном в честь лидера Австралийского рабочего союза в 1920-е и 1930-е годы Эдварда Грейндлера (в течение всего времени его существования округ Грейндлер неизменно представляют в парламенте лейбористы). В дальнейшем неизменно переизбирался каждые три года, получив в 2019 году более 50 % голосов первого предпочтения и более 66 % при окончательном подсчёте (тогда его основным соперником стал кандидат «зелёных» Джим Кейси, которого по сумме голосов первого и второго предпочтения поддержали около 33 % избирателей).
24 ноября 2007 года парламентские выборы оказались успешными для Лейбористской партии.
3 декабря 2007 года Албаниз получил портфель министра инфраструктуры, транспорта, регионального развития и местного самоуправления, а также лидера Палаты представителей при формировании первого правительства Кевина Радда.
24 июня 2010 года стал министром инфраструктуры, транспорта, регионального развития и местного самоуправления при формировании первого правительства Джулии Гиллард.
14 сентября 2010 года при формировании второго правительства Гиллард получил кресло министра инфраструктуры и транспорта и вновь — лидера Палаты представителей.
26 июня 2013 года Албаниз избран заместителем вновь избранного лидера Лейбористской партии Кевина Радда.
27 июня 2013 года было создано второе правительство Радда, в котором Албанизу достались должности заместителя премьер-министра, а также министра инфраструктуры и транспорта, министра широкополосной передачи данных, коммуникаций и цифровой экономики и лидера Палаты представителей.
7 сентября 2013 года лейбористы потерпели поражение на парламентских выборах, и 18 сентября срок полномочий второго правительства Радда истёк.
13 октября 2013 года ввиду отставки Радда состоялись выборы нового лидера лейбористов, в ходе которых Албаниз получил поддержку 60 % рядовых избирателей, но благодаря голосам парламентариев (63,95 %) победителем стал Билл Шортен с общим результатом 52,02 %. Заместителем лидера партии вместо Албаниза стала Таня Плиберсек.
18 октября 2013 года Албаниз назначен теневым министром инфраструктуры, транспорта и регионального развития в теневом кабинете Билла Шортена.
2 июля 2016 года очередные парламентские выборы принесли Лейбористской партии неоднозначный результат: она увеличила своё представительство в Палате представителей на 14 мест, доведя их количество до 69, но правящая коалиция либералов и националистов, хоть и потеряла часть голосов, всё же сохранила за собой минимальное большинство — 76 мест из 151.

### Лидер Лейбористской партии
18 мая 2019 года состоялись парламентские выборы, по итогам которых Лейбористская партия вновь не смогла добиться парламентского большинства, хотя правящая коалиция потеряла несколько депутатских мест. Билл Шортен объявил об отставке с поста лидера партии.
30 мая 2019 года Энтони Албаниз избран новым лидером лейбористов, а депутат от штата Виктория Ричард Марлз — его заместителем. До последнего момента их соперницами были Таня Плиберсек и Клэр О’Нил, но утром в день голосования они сняли свои кандидатуры. В качестве лидера крупнейшей оппозиционной партии Албаниз стал также лидером оппозиции.
2 июня 2019 года Албаниз объявил состав своего теневого кабинета, в котором свой прежний портфель теневого министра национальной схемы страхования по инвалидности получил и Билл Шортен.

### Премьер-министр Австралии
21 мая 2022 года лейбористы одержали победу с минимальным преимуществом на парламентских выборах.
23 мая 2022 года Албаниз вступил в должность премьер-министра. Уже через несколько часов он отправился на саммит лидеров стран Четырёхстороннего диалога по безопасности (QUAD), успев привести к присяге только временный состав Кабинета в количестве пяти министров, в том числе министра иностранных дел Пенни Вонг, отбывавшую вместе с ним в Токио.
30 мая 2022 года продолжающийся подсчёт голосов дал предварительный результат для лейбористов — они получили минимум 76 депутатских мандатов, что обеспечило абсолютное парламентское большинство и право сформировать однопартийное правительство.
31 мая 2022 года Албаниз объявил полный состав правительства, которое впервые в австралийской истории включает министров, исповедующих ислам (они получили два портфеля), а также наибольшее в истории представительство женщин (им достались десять портфелей, но в теневом кабинете Албаниза женщин было больше — там соблюдался принцип равного представительства), и 1 июня министры официально вступили в должность.
14 марта 2023 года на военно-морской базе США Сан-Диего в присутствии президента США Джо Байдена, Энтони Албаниза и премьер-министра Великобритании Риши Сунака в рамках AUKUS объявлено о совместной программе строительства атомных подводных лодок для Австралии в Аделаиде общей стоимостью 368 млрд долларов, завершение которой предполагается к 2040-м годам.
17 мая 2023 года Албаниз объявил об отмене саммита Четырёхстороннего диалога по безопасности (QUAD) в Сиднее после отказа президента Джо Байдена принять в нём участие.
14 октября 2023 года большинство избирателей всех шести штатов проголосовали на инициированном правительством референдуме против поправок в Конституции о создании нового органа под названием Голос коренного населения к Парламенту, призванного формулировать мнение аборигенов по вопросам политической жизни страны.
26 июня 2024 года Албаниз, выступая в парламенте, приветствовал освобождение из заключения и возвращение в Австралию основателя WikiLeaks Джулиана Ассанжа.
3 мая 2025 года лейбористы одержали победу на парламентских выборах с результатом 34,76 % (на 2 % с лишним больше по сравнению с предыдущими выборами) и получили 86 депутатских мест (для большинства достаточно 76).

## Личная жизнь
В конце 1980-х годов Албаниз познакомился с Кэрмел Тибатт, которая впоследствии также занялась политикой и занимала должность заместителя премьер-министра штата Новый Южный Уэльс. В 2000 году Албаниз и Тибатт поженились, у них есть сын Натан, которому на момент развода родителей в 2019 году было 18 лет.